# Dušanka Ristić
Dušanka Ristić, slovenska gledališka in filmska igralka, * 15. oktober 1958, Postojna.
Leta 1983 je diplomirala na Akademiji za gledališče, radio, film in televizijo v Ljubljani in se zaposlila v Slovenskem narodnem gledališču Nova Gorica. Nastopila je v celovečernih filmih Krizno obdobje in Ljubezni Blanke Kolak. 

## Filmografija
- Ljubezni Blanke Kolak (1987, celovečerni igrani film)
- Krizno obdobje (1981, celovečerni igrani film)